# Cromita

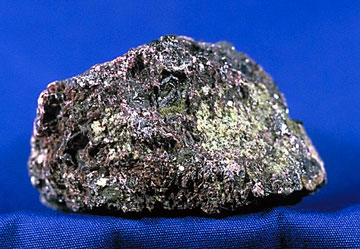
Cromita

Cromita é um óxido duplo de ferro e cromo: ( FeCr2O4 ), contendo 32,1% de FeO e 67,9% de Cr2O3. É um óxido mineral pertencente ao grupo dos espinélios. O magnésio está presente sempre em quantidades váriáveis como, também, o ferro e o alumínio substituindo o cromo. Portanto, a cromita pode apresentar composição variável, podendo o FeO ser substituído parcialmente pelo MgO e o Cr2O3 ( em torno de 65% ) por Al2O3. É possível estarem presentes Fe2O3, MnO e ZnO.
A cromita é um cristal infusível, de coloração pardo a negro, brilho submetálico, hábito octaédrico, maciço a granular, estrutura cristalina isométrico, cúbico ou monométrico, traço castanho escuro, clivagem ausente, fratura concoidal, com dureza 5,5, e massa específica 4,5 – 4,8. 
A cromita é encontrada nos peridotitos e em outras rochas ultramáficas intrusivas e, também, encontrado em rochas metamórficas tais como as serpentinitos. Depósitos de minério de cromita se formam enquanto o magma recente se diferencia. Está geralmente associado com à olivina, magnetita, serpentina e ao corindo. 
A cromita é o principal mineral do cromo. Utilizado na fabricação de material refratário, vidro, cimento, e na obtenção de cromo metálico.
Em 2003 a produção brasileira foi de 405 mil toneladas contendo 161 mil toneladas de Cr2O3.
Os principais depósitos são encontrados na Rússia, África do Sul, Turquia, Filipinas e Cuba.
Variedade: Magnésiocromita